# Sneeuwgentiaan
De sneeuwgentiaan (Gentiana nivalis) is een plant uit de gentiaanfamilie. De plant komt voor in bergachtige streken in Noord-, Midden- en Zuid-Europa, Klein-Azië en Noord-Amerika.
De plant is herkenbaar aan zijn slanke bouw en zijn rechtopstaande, vertakte bloemstengel met diepblauwe, eindstandige, buisvormige bloemen.

## Naamgeving enetymologie
- Synoniemen: Calathiana nivalis (L.) Delarbre, Chiophila nivalis Raf., Ericala carpathica G.Don, Ericala nivalis Gray, Ericoila nivalis Borkh., Gentiana aquatica Rchb., Gentiana carpathica Kit., Gentiana humilis Rochel, Gentiana minima Vill.
- Duits: Schnee-Enzian
- Engels: Snow gentian, Alpine gentian
- Frans: Gentiane des neiges

De botanische naam Gentiana is ontleend aan Gentius, koning van Illyrië, die de genezende eigenschappen ontdekt zou hebben. De soortaanduiding nivalis is afkomstig uit het Latijn en betekent 'besneeuwd'.

## Kenmerken
De sneeuwgentiaan is een tengere, eenjarige, kruidachtige plant, 5 tot 15 cm hoog, met een wortelrozet en een meestal vertakte, rechtopstaande, bebladerde bloemstengel. De bladeren van het bladrozet zijn afgerond ovaal, de stengelbladeren kruisgewijs tegenoverstaand en ovaal tot lancetvormig, alle lichtgroen en met een gave bladrand.
De bloemen zijn eindstandig en kort gesteeld. De vijf kelkblaadjes zijn gefuseerd tot een slanke kelkbuis, langer dan de helft van de kroon, uitlopend in vijf spitse, gekielde tanden. De kroon is opgericht, buisvormig, met vijf uitgespreide, driehoekige slippen, tot 15 mm lang, diepblauw of (zelden) wit.
De luchtwaardige zaden zijn extreem licht (15 μg).
De plant bloeit van juni tot augustus.

## Habitaten verspreiding
De sneeuwgentiaan gedijt het best in de subalpiene en alpiene zone van hooggebergtes, op stenige plaatsen en graslanden op kalkrijke, lemige of kleiige bodems, tot op een hoogte van 3000 m.
Het verspreidingsgebied van de sneeuwgentiaan is zeer ruim. In Europa is ze te vinden in de Pyreneeën, de Alpen, de Zwitserse Jura, de Karpaten, het Tatra-gebergte, het Balkangebergte en in de bergen van Noord-Europa. Verder in Klein-Azië en in Noord-Amerika.
... · 
G. acaulis (Kochs gentiaan) · 
G. angustifolia (Smalbladige gentiaan) · 
G. asclepiadea (Zijdeplantgentiaan) · 
G. bavarica (Beierse gentiaan) · 
G. clusii (Grootbloemige gentiaan) · 
G. cruciata (Kruisbladgentiaan) · 
G. lutea (Gele gentiaan) · 
G. nivalis (Sneeuwgentiaan) · 
G. pneumonanthe (Klokjesgentiaan) · 
G. punctata (Gestippelde gentiaan) · 
G. purpurea (Purpergentiaan) · 
G. sino‑ornata (Chinese herfstgentiaan) · 
G. terglouensis (Triglav-gentiaan) · 
G. utriculosa (Blaasgentiaan) · 
G. verna (Voorjaarsgentiaan) · 
· ...